# フランス組曲 (ミヨー)
『フランス組曲』（Suite Française）作品248は、ダリウス・ミヨーが1945年に作曲した吹奏楽曲（後に作曲者自身が管弦楽曲に編曲）。全部で5曲からなる。リーズ音楽出版社（Leeds Music Corporation、現在のMCA）の委嘱による。全体の演奏時間は約15～16分。

## 作曲の経緯
ミヨーはユダヤ人であったため、第二次世界大戦中の1940年にアメリカに移住していた。「若いアメリカの人々に、連合軍とフランス軍が開放したそれぞれの地方で歌われているメロディーを聴いてもらいたい。」とし、それぞれの曲に、かつて大戦中にドイツ軍が占領していたフランスの地方とその民謡を題材にした曲を作った。それゆえに内容も親しみやすいものになっている。また、アメリカのスクールバンドを意識して作曲されたため高度な演奏技術をあまり必要とせず、編成も小規模である。
吹奏楽版は1945年6月13日にゴールドマン・バンド、管弦楽版は同年7月29日にニューヨーク・フィルハーモニックによって、それぞれ初演されている。

## 楽器編成

### 吹奏楽版
| 木管 | 木管                        | 金管  | 金管     | 弦・打 | 弦・打                      |
| ---- | --------------------------- | ----- | -------- | ------ | --------------------------- |
| Fl.  | 2, Picc.                    | Crnt. | 3, Tp. 2 | Cb.    | ●                           |
| Ob.  | 2                           | Hr.   | 4        | Timp.  | ●                           |
| Fg.  | 2                           | Tbn.  | 3        | 他     | Cym., B.D., S.D., Tambourin |
| Cl.  | 3, E♭, Alto, Bass           | Bar.  | ●        | 他     | Cym., B.D., S.D., Tambourin |
| Sax. | Alt. 2 Ten. 1 Bar. 1 Bass 1 | Tub.  | ●        | 他     | Cym., B.D., S.D., Tambourin |

### 管弦楽版
| 木管 | 木管 | 金管 | 金管 | 打    | 打                              | 弦   | 弦 |
| ---- | ---- | ---- | ---- | ----- | ------------------------------- | ---- | -- |
| Fl.  | 2    | Hr.  | 2    | Timp. | ●                               | Vn.1 | ●  |
| Ob.  | 2    | Trp. | 2    | 他    | Ca.Cl., Gr.Ca., Cym., Tambourin | Vn.2 | ●  |
| Cl.  | 2    | Trb. | 2    | 他    | Ca.Cl., Gr.Ca., Cym., Tambourin | Va.  | ●  |
| Fg.  | 2    | Tub. | ‐    | 他    | Ca.Cl., Gr.Ca., Cym., Tambourin | Vc.  | ●  |
| 他   | ‐    | 他   | ‐    | 他    | Ca.Cl., Gr.Ca., Cym., Tambourin | Cb.  | ●  |

## 楽曲構成
各地域の民謡がもとになっている。第5曲「プロヴァンス」ではプロヴァンス太鼓も使用される。
- 第1曲 「ノルマンディー」Normandie
- 第2曲 「ブルターニュ」Bretagne
- 第3曲 「イル・ド・フランス」Ile de France
- 第4曲 「アルザス・ロレーヌ」Alsace-Lorraine
- 第5曲 「プロヴァンス」Provence